# Léopold de Belgique (1859-1869)
Pour les articles homonymes, voir Léopold de Belgique.
Titre
Prince héritier de Belgique
17 décembre 1865 – 22 janvier 1869
(3 ans, 1 mois et 5 jours)
Léopold de Belgique, comte de Hainaut (de 1859 à 1865)  puis duc de Brabant (de 1865 à 1869), né au château de Laeken (Bruxelles) le 12 juin 1859 et mort au même lieu le 22 janvier 1869, prince de Saxe-Cobourg et Gotha et duc de Saxe est un membre de la maison royale de Belgique.
Second enfant et fils unique du futur roi Léopold II et de son épouse Marie-Henriette, il devient l'héritier de la couronne à la mort de son grand-père paternel le roi Léopold Ier. Il meurt prématurément, à l'âge de neuf ans.

## Biographie

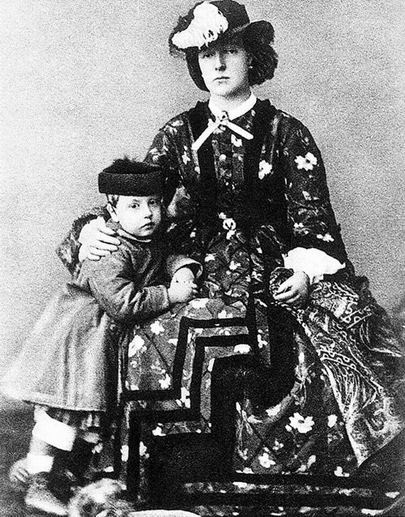
Le prince Léopold au côté de sa mère la future reine Marie-Henriette par Louis-Joseph Ghémar vers 1864.

Unique fils du duc de Brabant et futur roi des Belges Léopold II, Léopold naît au château de Laeken le 12 juin 1859 « à une heure et demie de relevée » et porte le titre de comte de Hainaut, alors que son grand-père, Léopold Ier, règne encore. Celui-ci surnomme parfois son petit-fils « Élie », en référence au prophète. Le nom complet de l'enfant est Léopold Ferdinand Élie Victor Albert Marie : « Léopold » se réfère au roi son grand-père, « Ferdinand » à son parrain le roi Ferdinand II de Portugal, « Élie » à sa marraine et tante maternelle l'archiduchesse Élisabeth d'Autriche-Hongrie, « Victor » à la reine Victoria, et « Albert » au prince consort, Albert de Saxe-Cobourg-Gotha.
Le petit Léopold a une sœur aînée : la princesse Louise de Belgique. En 1864 naît une sœur cadette : Stéphanie, future archiduchesse d'Autriche, puis comtesse hongroise.
À la mort de son grand-père et à l'accession au trône de son père en 1865, le jeune Léopold devient duc de Brabant, titre porté par le prince héritier de la couronne de Belgique, également appelé parfois « prince royal ».

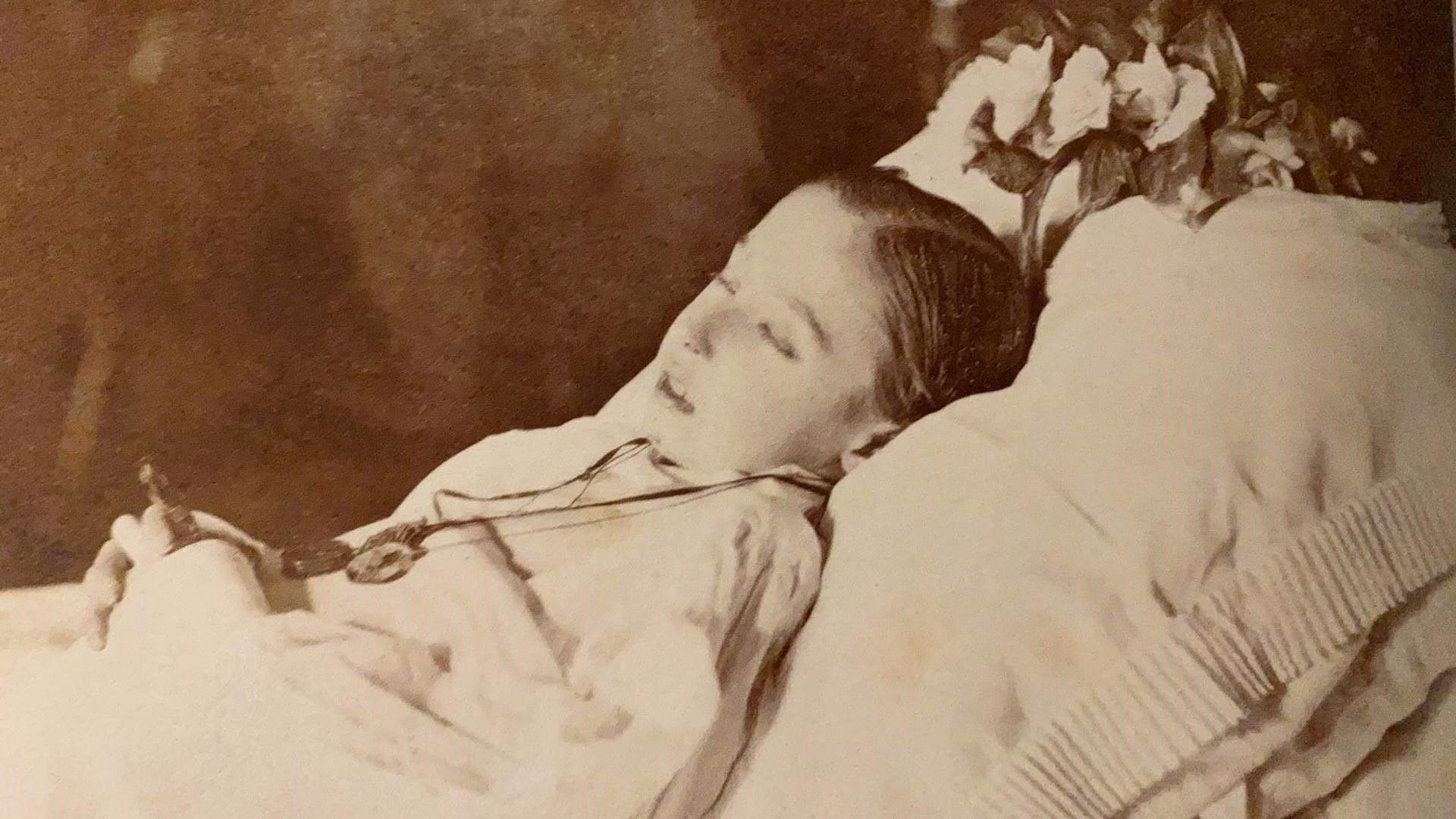
Le prince Léopold sur son lit de mort.

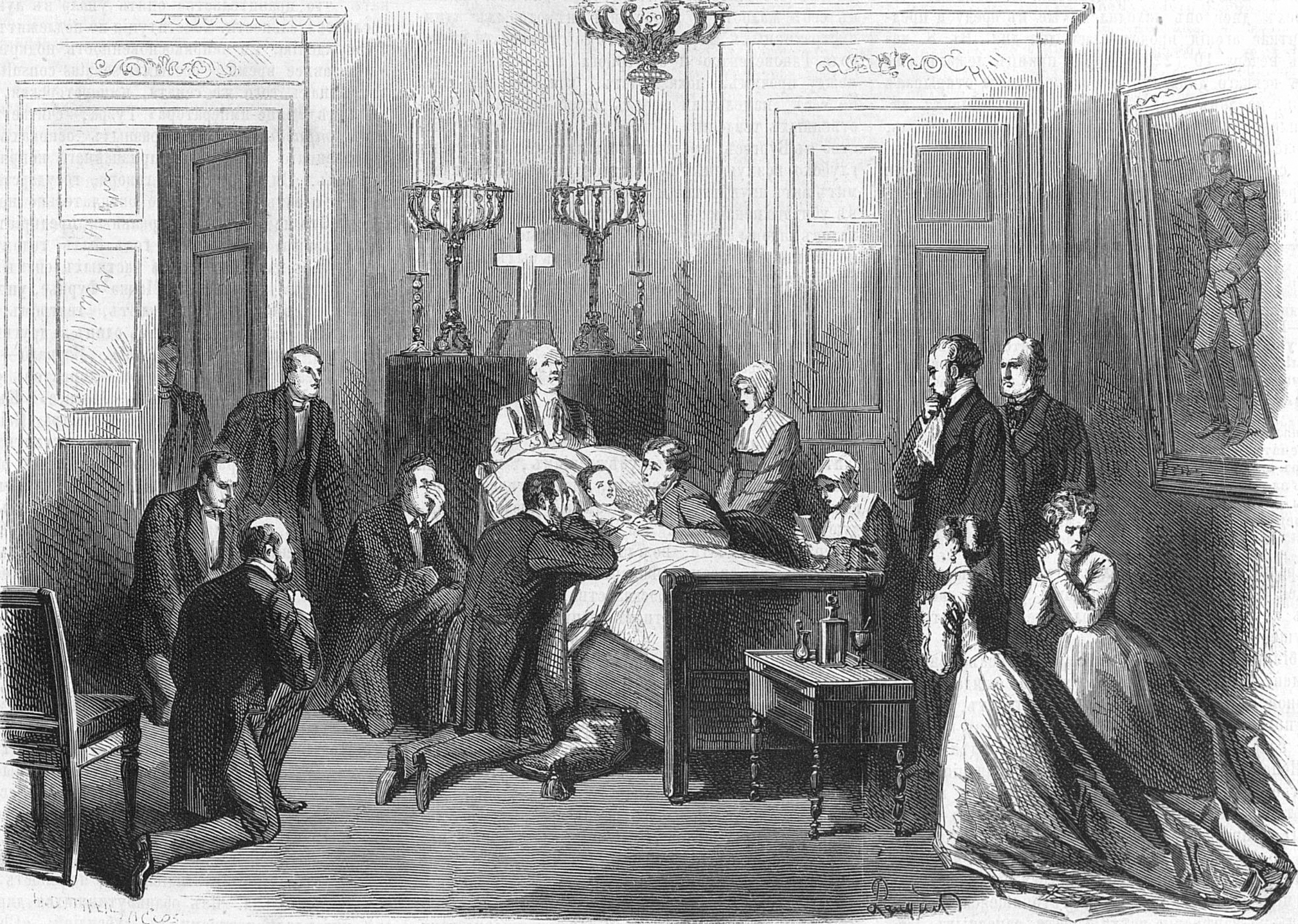
Le prince Léopold sur son lit de mort. Illustration parue dans un journal russe en 1869.

En 1866, le comte Ignace van der Straten-Ponthoz est nommé précepteur du jeune duc de Brabant. On sait que l'enfant reçoit des leçons d'équitation dispensées par Albert Donny, des cours de religion donnés par l'abbé Aloïs van Weddingen et des leçons d'allemand. 
Léopold meurt à Laeken le 22 janvier 1869 à « douze heures quarante minutes du matin » (selon l'acte de décès) d'une pneumonie contractée quelques mois auparavant,,, à la suite d'une chute dans un étang. Lors des funérailles de son fils, Léopold II, secoué de sanglots irrépressibles, s'effondre pour la première fois de sa vie en public en tombant à genoux à côté du cercueil.
Après le décès du petit Léopold, ses parents auront encore une troisième fille : Clémentine. C'est après la naissance de cette dernière, en 1872, que s'envoleront les derniers espoirs du roi d'engendrer un héritier direct à la troisième génération de la récente dynastie belge.
L'héritier de la couronne devient Philippe de Belgique, frère de Léopold II. Son fils aîné, Baudouin de Belgique, neveu de Léopold II, est à sa naissance en juin 1869 second dans l'ordre de succession, mais il meurt en 1891 à l'âge de vingt et un ans. Philippe, son père, meurt en 1905. Lors du décès du roi Léopold II en 1909, c'est donc le frère cadet de Baudouin, Albert, qui monte sur le trône sous le nom d'Albert Ier.
Le jeune Léopold est inhumé dans la Crypte royale de l'église Notre-Dame de Laeken à Bruxelles.

## Titres
- 12 juin 1859 - 10 décembre 1865: Son Altesse Royale le comte de Hainaut, duc de Saxe, prince de Saxe-Cobourg et Gotha (naissance) ;
- 10 décembre 1865 - 22 janvier 1869 : Son Altesse Royale le Prince royal, duc de Brabant, comte de Hainaut, duc de Saxe, prince de Saxe-Cobourg et Gotha.

Son acte de décès le connaît comme « Son Altesse Royale le Prince Royal », à défaut de titre « de Belgique » avant 1891.
Il ne porte pas le titre de « prince de Belgique » car celui-ci n'est officialisé que par un arrêté royal en 1891, plus de vingt ans après sa mort.
Le titre de « comte de Hainaut » est personnel, accordé par un arrêté royal du 12 juin 1859, jour de sa naissance, « Art. 1er. Notre petit-fils bien-aimé, le prince Léopold-Ferdinand-Eli-Victor-Albert-Marie portera le titre de comte de Hainaut. » et il le garde, après 1865, au côté de celui de « duc de Brabant » qui appartient à l'héritier de la couronne par l'arrêté royal du 16 décembre 1840, tout comme le montre son acte de décès.

## Honneurs
- 1014e chevalier de l'ordre de la Toison d'or (Espagne), accordé par la reine d'Espagne Isabelle II le 11 février 1866.

## Culture
Le prince Léopold a été représenté par les artistes peintres suivants :
- Alexandre Robert réalise son portrait sur un panneau d'acajou. Cette œuvre est demeurée dans la collection du roi Léopold III.  Il était encore à Argenteuil à la mort de S.A.R. la princesse Lilian , princesse de Belgique.
- Léon Herbo le représente en pied (vers 1868 - inventaire 3380bis) conservé aux musées royaux des Beaux-Arts de Belgique[10].

## Actes d'état civil
L'acte de naissance ne mentionne que les prénoms : Léopold Ferdinand Élie Victor Albert Marie et le titre de Comte de Hainaut.

Son père y est mentionné comme « Son Altesse Royale Monseigneur Léopold Louis Philippe Marie Victor, Duc de Brabant, Prince héréditaire de Belgique ».

L'acte de décès mentionne : « Son Altesse Royale le Prince Royal Léopold Ferdinand Élie Victor Albert Marie, Duc de Brabant, Comte de Hainaut, Chevalier de l'Ordre de la Toison d'Or d'Espagne ». Le roi Léopold II y est mentionné : « Sa Majesté Léopold II, Roi des Belges, Duc de Saxe, Prince de Saxe-Cobourg-Gotha ».

## Galerie

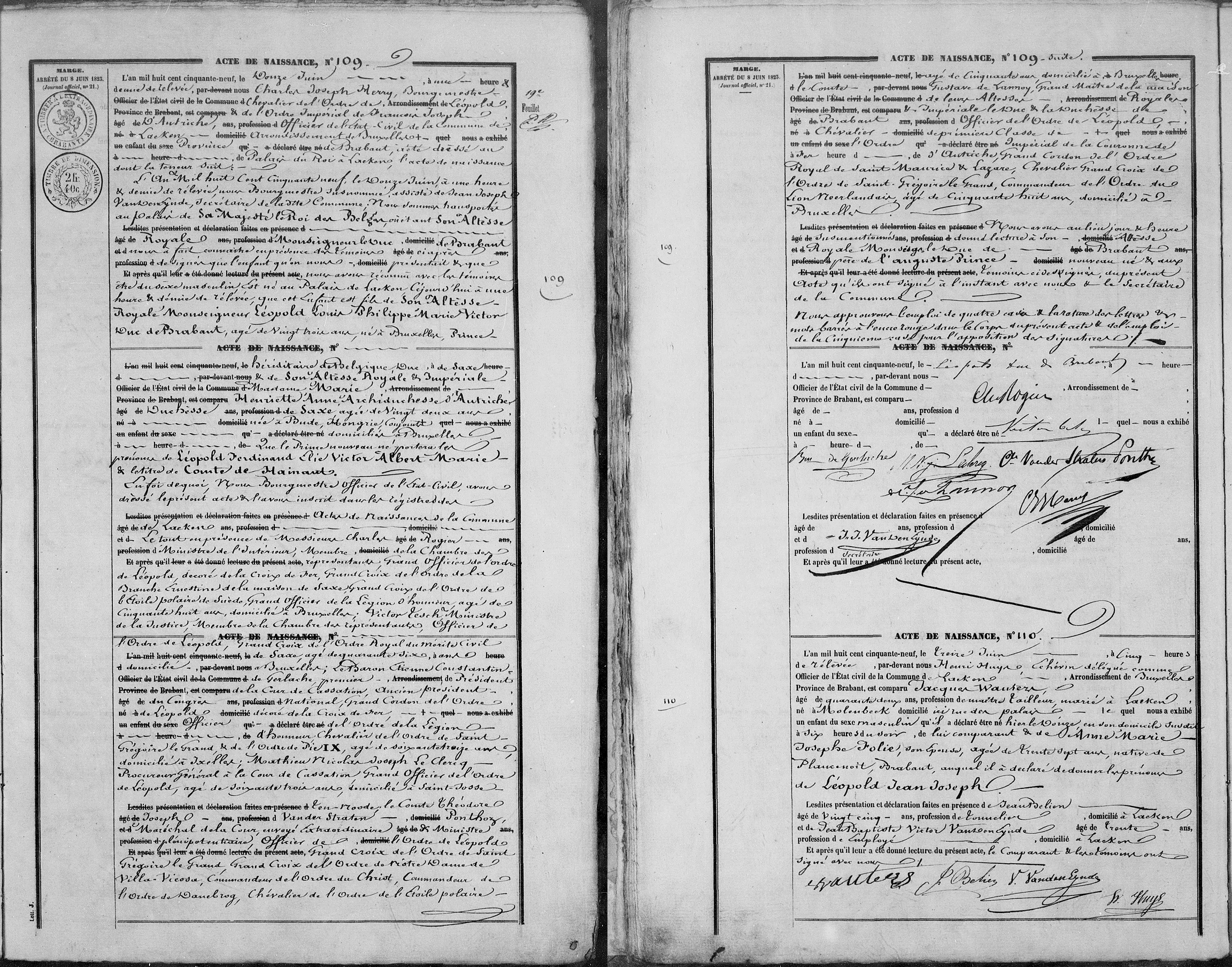
Acte de naissance (1859).
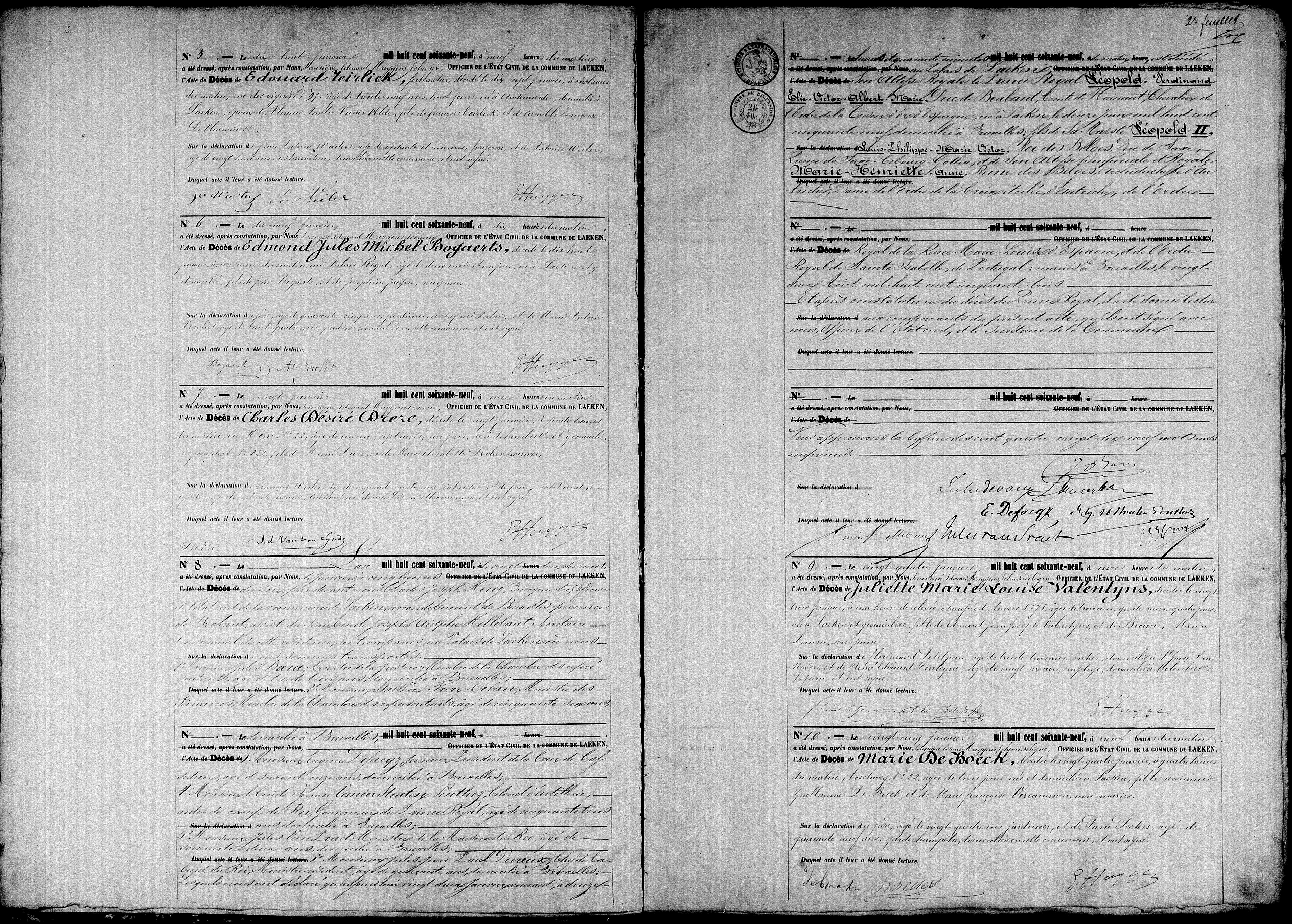
Acte de décès (1869).
1014è chev. de la Toison d'Or (Espagne) (1866).
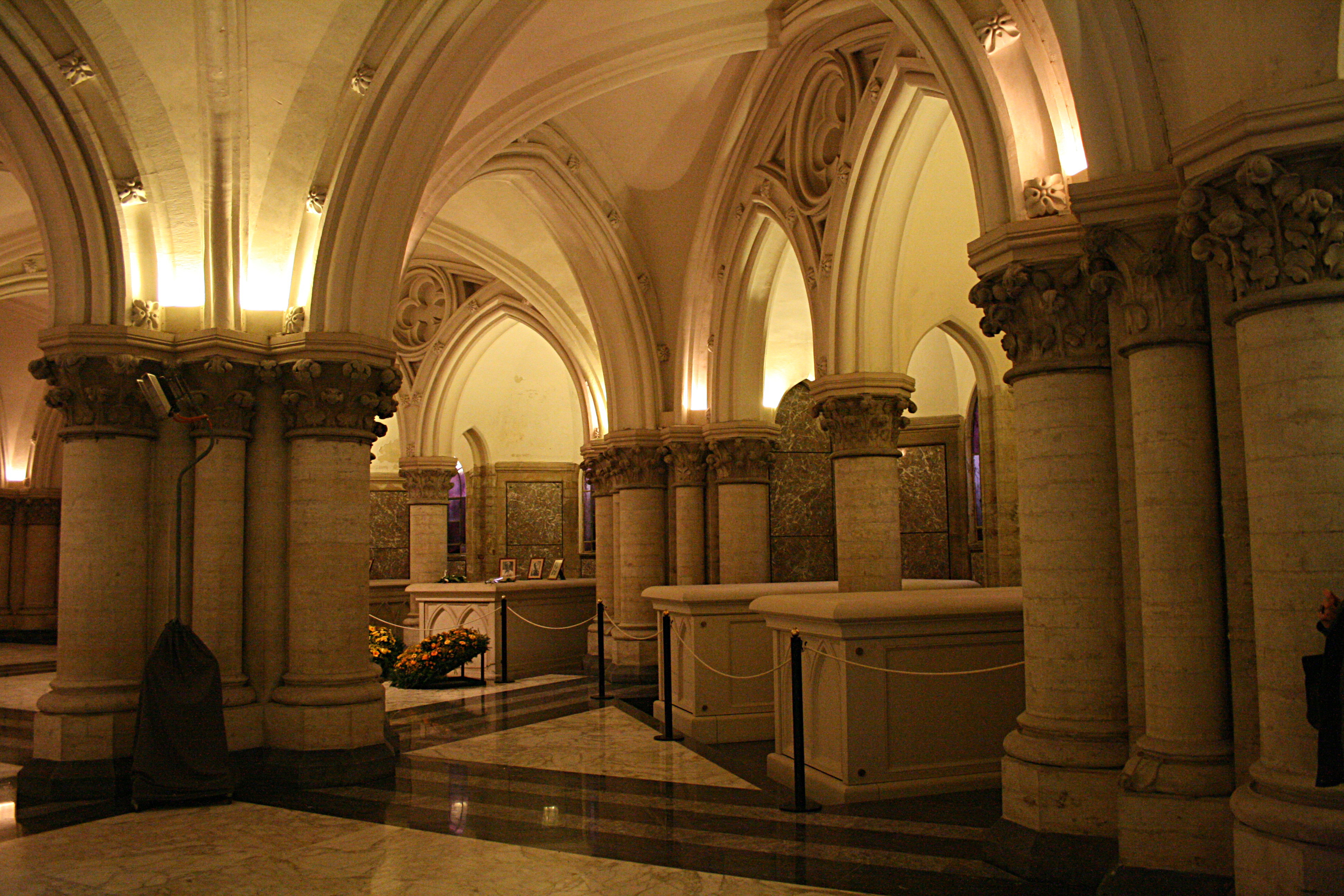
Crypte royale de Laeken.
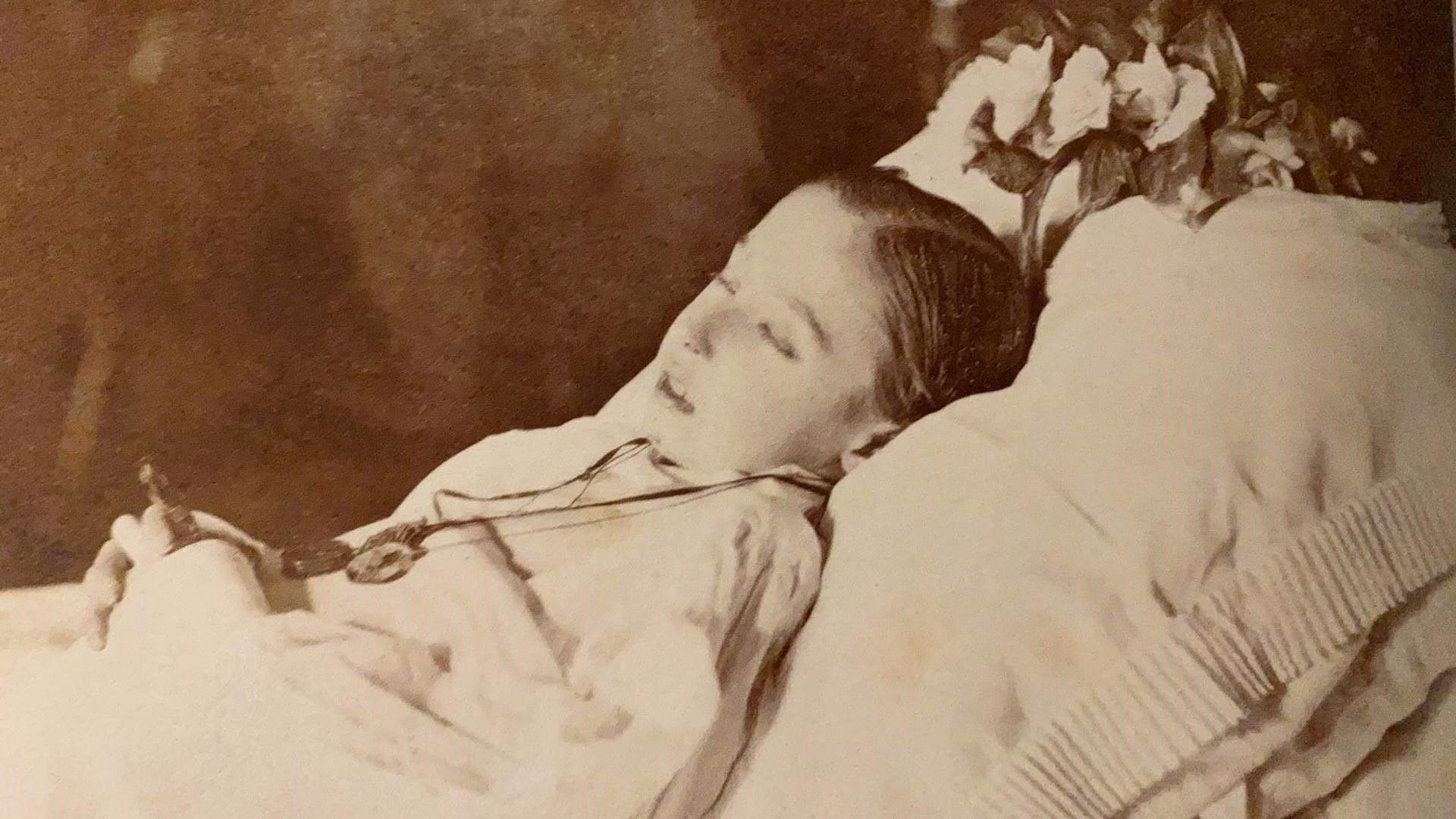
Le prince Léopold sur son lit de mort.